# Sophie Tatischeff
Sophie Catherine Tatischeff, född 23 oktober 1946 i Neuilly-sur-Seine, död 27 oktober 2001 i Paris, var en fransk filmklippare och regissör.
Tatischeff föddes i Neuilly-sur-Seine som dotter till Jacques Tati. Hennes filmkarriär började som biträdande klippare på hennes fars film Play Time (1969). Hon klippte även Trafic (1971) och Parade (1974).
Efter faderns död 1982 rekonstruerade hon färgversionen av hans film Fest i byn.
Tatischeff avled 2001 i lungcancer.